# Njurunda landskommun
Njurunda landskommun var en tidigare kommun i Västernorrlands län. Centralort var Kvissleby och kommunkod 1952–73 var 2208.

## Administrativ historik
Njurunda landskommun inrättades den 1 januari 1863 i Njurunda socken i Medelpad  när 1862 års kommunalförordningar trädde i kraft. Kommunen förblev opåverkad av kommunreformen 1952.
År 1971 infördes enhetlig kommuntyp och Njurunda landskommun ombildades därmed, utan någon territoriell förändring, till Njurunda kommun. Tre år senare uppgick dock kommunen i Sundsvalls kommun.

### Kyrklig tillhörighet
I kyrkligt hänseende tillhörde kommunen Njurunda församling.

## Kommunvapnet
Blasonering: I svart fält ett avhugget oxhuvud av guld med röd tunga.
Detta vapen fastställdes av Kungl. Maj:t den 30 juni 1961. Se artikeln om Sundsvalls kommunvapen för mer information.

## Geografi
Njurunda landskommun omfattade den 1 januari 1952 en areal av 336,70 km², varav 301,70 km² land.

### Tätorter i kommunen 1960
| Tätort         | Folkmängd |
| -------------- | --------- |
| Kvissleby      | 2 495a    |
| Stockvik       | 1 877b    |
| Njurundabommen | 1 540     |
| Essvik         | 1 191     |
| Svartvik       | 1 042c    |
| Skottsund      | 701       |
| Juniskär       | 362       |

Tätortsgraden i kommunen var den 1 november 1960 76,1 procent.

## Se även

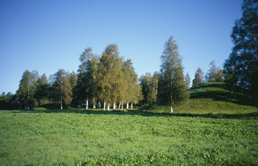
Storhögar vid Ljungans utlopp i Bottenhavet. En del av kulturmiljön Kvissle-Nolby-Prästbolet.

## Politik

### Mandatfördelning i valen 1938-1970
| 5 | 23 | 3 | 3 | 2 |

| 35 |

| 5 | 22 | 4 | 4 |  |

| 34 |

| 10 | 16 | 6 | 4 |

| 35 |

| 5 | 22 | 3 | 6 |

| 33 |

| 6 | 20 | 3 | 6 |  |

| 32 |

| 4 | 22 | 3 | 5 | 2 |

| 30 | 6 |

| 5 | 22 | 3 | 5 |  |

| 29 | 7 |

| 7 | 18 | 4 | 4 |  | 2 |

| 30 | 6 |

| 4 | 21 | 6 | 4 |  |

| 31 | 5 |

### Fotnoter
1. ↑  Folkmängd 31. 12. 1971 enligt indelningen 1. 1. 1972 (SOS) Del, 1. Kommuner och församlingar, SCB, 1972, ISBN 978-91-38-00209-4, läs online.[källa från Wikidata]
2. ↑  Per Andersson: Sveriges kommunindelning 1863–1993, Draking, Mjölby 1993, ISBN 91-87784-05-X, s. 90
3. ↑  ”Svenska Heraldiska Föreningens vapendatabas”. Arkiverad från originalet den 18 oktober 2012. https://web.archive.org/web/20121018011750/http://databas.heraldik.se/index.php. Läst 4 januari 2011.
4. ↑   (PDF) Folkräkningen den 31 december 1950, I, Areal och folkmängd inom särskilda förvaltningsområden m.m., Tätorter. Stockholm: Statistiska centralbyrån. 1952-05-19. sid. 108. Arkiverad från originalet den 1 oktober 2014. https://www.webcitation.org/6T09ZkyrB?url=http://www.scb.se/Grupp/Hitta_statistik/Historisk_statistik/_Dokument/SOS/Folkrakningen_1950_1.pdf. Läst 9 oktober 2014 Arkiverad 29 oktober 2013 hämtat från the Wayback Machine.
5. ↑  SCB Folkräkningen 1960 del 2 Arkiverad 24 september 2015 hämtat från the Wayback Machine. sida 42 i pdf:en
6. ↑  SCB Folk- och bostadsräkningen 1965 del 2 sida 143 i pdf:en

- Se kartdata överlagrat på OSM (Kartdata)